# Осада Митавы
Осада Митавы — осада города-крепости Митава, столицы Курляндии, занятой шведами, русскими войсками под началом Петра I в ходе Великой Северной войны. Продолжалась с 14 (25) августа 1705 года по 4 (15) сентября 1705 года и закончилась её капитуляцией. Шведскому гарнизону разрешили покинуть крепость и отправиться в Ригу.

## Предыстория
В 1701 году, несмотря на поражение при Нарве (1700), Пётр I направил в помощь своему союзнику саксонскому курфюрсту Августу II, королю польскому, 20-тысячный корпус князя А. И. Репнина. Однако поражение союзников на Двине заставило Репнина с пехотными полками вернуться в Россию.
После завоевания Ингерманландии (1702-03) в 1704 году Пётр, осаждая главными силами Нарву и Дерпт, сделал ещё одну попытку направить в помощь Августу II вспомогательный корпус, на этот раз из Смоленска под командованием генерал-майора Б. С. Корсака, однако и на этот раз союзники потерпели поражение под Якобштадтом летом 1704 года.
После этого поражения между Августом II и Петром I 19 (30) августа 1704 года был заключён новый договор о действиях против шведов, по которому русская армия в конце лета—осенью 1704 года вошла в Великое княжество Литовское и осталась в северной его части (Витебск, Полоцк, Вильно, Ковно, Минск) на зимних квартирах. Целью кампании 1705 года было прерывание связи главной шведской армии Карла XII, оперирующей в Польше, с Лифляндией.
Карл XII приказал генералу А. Л. Левенгаупту прикрыть Ригу, сосредоточив у Митавы все войска, имевшиеся в Курляндии и Лифляндии — всего до 7000—8000 человек. На военном совете 15 (26) июня 1705 года Пётр I поручил генерал-фельдмаршалу Б. П. Шереметеву командовать походом против генерала Левенгаупта. Цель похода была определена в первом пункте инструкции:

«Идти в сей легкой поход (так, чтоб ни единого пешего не было) и искать с помощию Божиею над неприятелем поиск, а именно над генералом Левенгауптом. Вся же сила сего походу состоит в том, чтоб оного отрезать от Риги».

Пётр потребовал от Шереметева не выпускать Левенгаупта из Курляндии. 12 (23) июля 1705 года передовой русский отряд численностью 1400 человек под командой генерал-майора Р. Х. Боура напал на шведский отряд в предместье Митавы (потери шведов составили 100 убитых, в плен попало 6 офицеров, 72 солдата, взяты две пушки; гарнизон укрылся в цитадели), после чего вернулся к главным силам. Однако 15 (26) июля 1705 года «легкий корпус» Б. П. Шереметева потерпел от Левенгаупта поражение при Мур-мызе.
Несмотря на победу над русскими, потери шведов также были значительны. Пётр приказал корпусу Шереметева попытаться прервать связь Левенгаупта с Ригой, а сам вместе с Преображенским полком и дивизией князя А. И. Репнина двинулся к Митаве. Левенгаупт был вынужден отступить к Риге, оставив небольшие гарнизоны в Митаве и Бауске. Вслед за русской армией к Митаве выдвинулась русская осадная артиллерия.

## Осада и взятие Митавы
14 (25) августа 1705 года русские войска под командованием князя А. И. Репнина (фактически командовал Пётр I) подошли к Митаве. Гарнизон замка (чуть менее 1000 человек под командованием коменданта полковника Кнорринга) решил обороняться. Русским пришлось приступить к осаде.

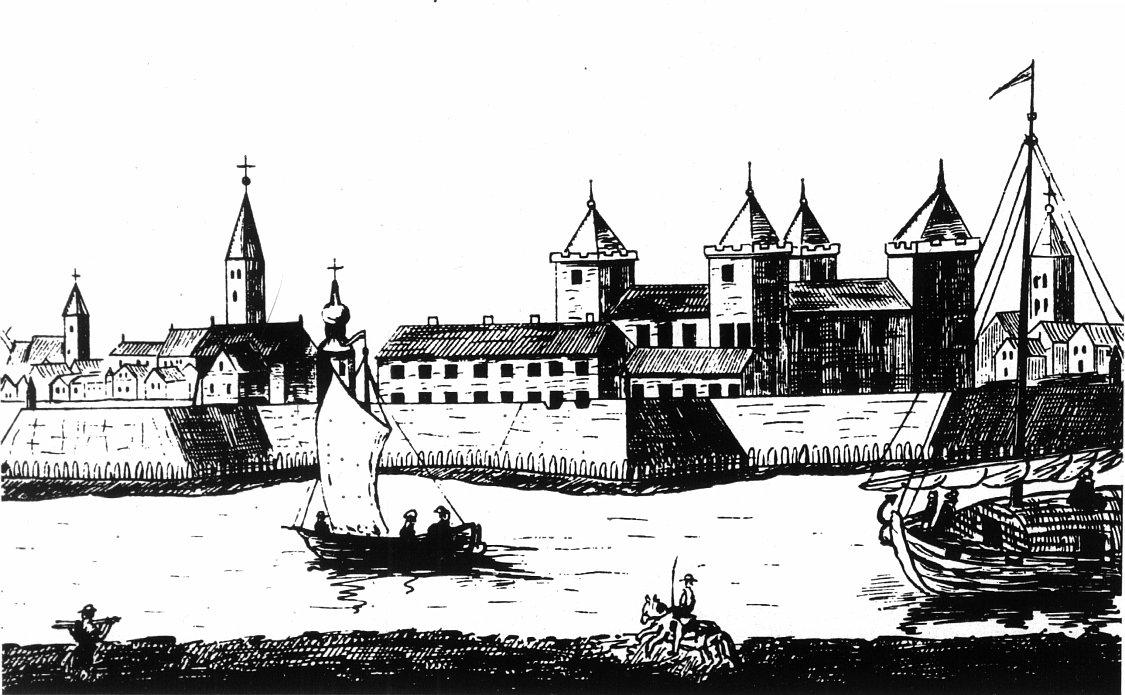
Митавский замок. Гравюра 1703 года.

В Митавском замке находились огромные военные запасы и продовольствие; крепостная ограда замка состояла из 4-х бастионных фронтов средней величины, из них 2 были усилены наружными постройками, эти фронты (западный и северный) были обнесены водяным рвом. Горжа замка с восточной стороны была с двумя выступами в виде флешей и рва не имела. Верки были в хорошем состоянии. С юга крепость прикрывала река Аа.
Поначалу осада велась вяло из-за недостатка артиллерии, которая только в конце августа должна была прибыть из Полоцка. В ночь на 28 августа начались осадные работы постройкой ложементов на самом гласисе. В полдень 28 августа шведы предприняли вылазку и оттеснили русских, начали закапывать ложементы, но подоспевшие три роты Преображенского полка атаку отбили. Русские снова заняли свои позиции, продолжив осаду. Траншеи охватывали крепостную стену почти по всему периметру, кроме горжи. Атака на правом берегу реки состояла из общей траншеи, позади которой были расположены 2 батареи на 9 пушек и 6 мортир.
2 (13) сентября 1705 года коменданту крепости было послано предложение сдаться, на что он попросил отсрочку на принятие решения до следующего дня. В ответ на это в 17:00 началась непрерывная бомбардировка крепости, продолжавшаяся до 6:00 следующего дня. 4 (15) сентября 1705 года Митава сдалась.
Согласно условиям капитуляции, гарнизон Митавы русские отпустили в Ригу. В Митаве было взято 290 пушек, 58 мортир и гаубиц, среди которых были, как писал Царь: «мортирцы новой инвенции» (конструкции), 13 505 ядер и 2125 бомб.
«Сие место великой есть важности» — так оценил Петр завоёванную Митаву, обеспечившую безопасный проход в Польшу.

## ВзятиеБауска
После взятия Митавы Петр направил отряд майора Преображенского полка М. Б. фон Кирхена (2 пехотных батальона, драгунский полк, а также подпоручик Преображенского полка В. Д. Корчмин с несколькими орудиями) к небольшой крепости Бауск, расположенной в 40 верстах юго-восточнее Митавы. Гарнизон Бауска составлял менее 500 человек. Решительные действия русского отряда заставили коменданта шведской крепости подполковника Михаила Сталь фон Гольштейна начать переговоры о сдаче крепости. Прибывший под стены крепости русский генерал-майор И. И. Чамберс 13 сентября принял капитуляцию. В Бауске было взято 55 орудий. Гарнизон Бауска, как и Митавы, отпустили в Ригу, а укрепления замка срыли.

## Итоги
Завоевание русскими Курляндии и прерывание связи Карла XII, стоявшего в Польше, с Лифляндией, заставило шведского короля в кампании следующего 1706 года обратить внимание на русскую армию. Итогом стало окружение русской армии под Гродно зимой 1706 года.